# Diego Luna
Diego Luna   (Toluca de Lerdo, 29 de desembre de 1979) és un actor, director i productor mexicà. Ha participat en pel·lícules com Y tu mamá también, Em dic Harvey Milk, Rudo y Cursi i Rogue One: A Star Wars Story.

## Infantesa
Luna va néixer a Toluca i es va criar a la ciutat de Mèxic. La seva mare, Fiona Alexander, era una dissenyadora de vestuari britànica d'ascendència escocesa i anglesa. Va morir en un accident de cotxe quan Luna tenia dos anys. El seu pare, Alejandro Luna, és un escenògraf de teatre, cinema i òpera que li va inculcar la importància del teatre i les arts. Alejandro s'enduia Diego als platós i li feia de mentor en diversos aspectes de l'art, la qual cosa li va fer cultivar un desig d'esdevenir actor i mantenir la tradició familiar.

## Carrera
Luna va actuar en la seva primera obra de teatre quan tenia set anys. Com a actor jove va aparèixer en força telenovel·les. Va interpretar Tenoch Iturbide a Y tu mamá también (2001), una pel·lícula mexicana de viatge per carretera d'Alfonso Cuarón, que el va fer assolir la fama internacional. Ell i Gael García Bernal van compartir el premi Marcello Mastroianni al millor actor revelació a la Mostra de Venècia pel seu treball a Y tu mamá también.

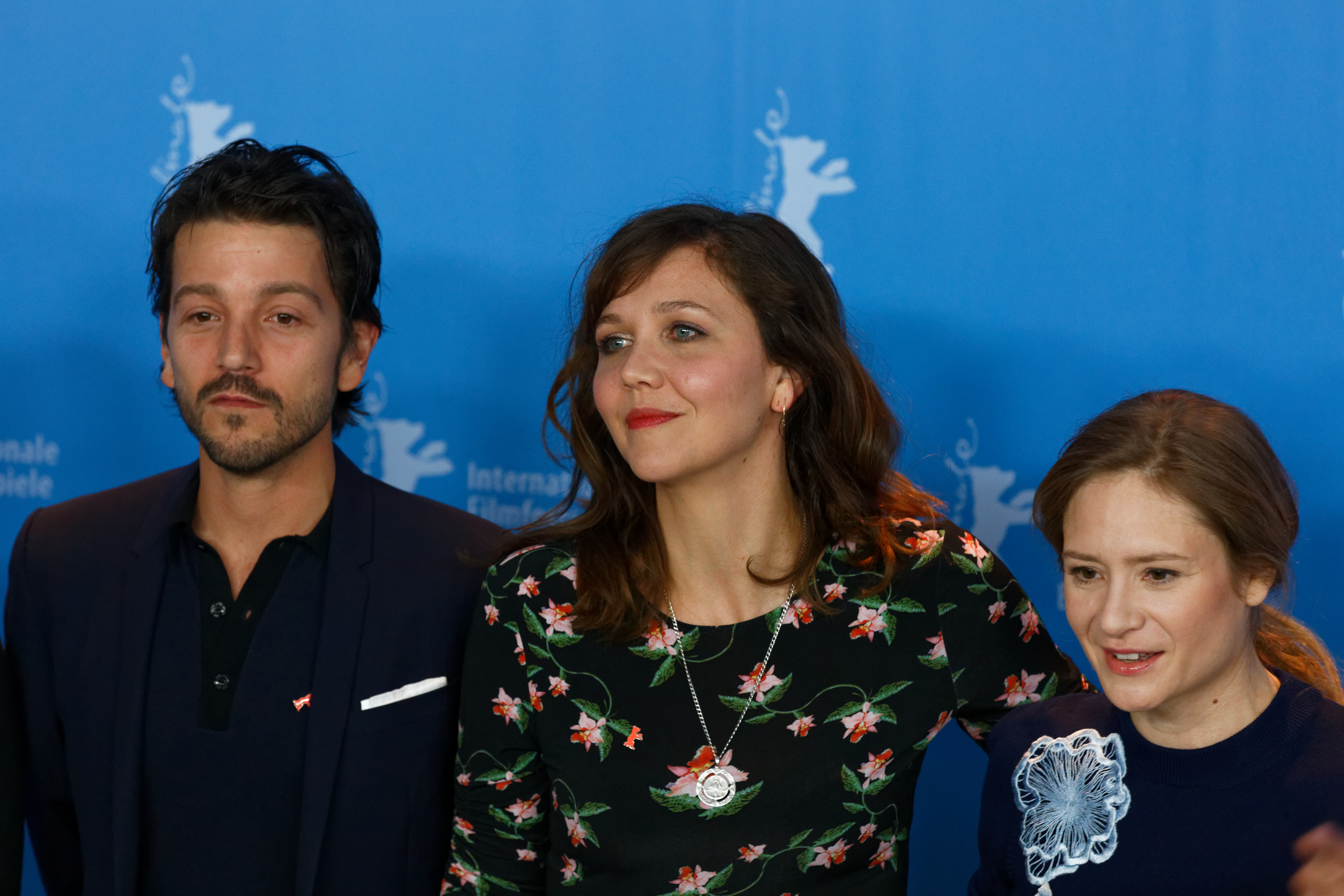
Diego Luna, Maggie Gyllenhaal i Julia Jentsch a la Berlinale de 2017.

El 2002 va aparèixer a Vampires: Los Muertos i a Frida, que va guanyar premis Oscar. També va aparèixer a Open Range (2003), The Terminal (2004) juntament amb Tom Hanks, Dirty Dancing: Havana Nights (2004) (seqüela cubana basada en Dirty Dancing), Criminal (2004), Only God Knows (2006), Fade to Black (2006), Mister Lonely (2007), Rudo y Cursi (2008), Just Walking (2008), Em dic Harvey Milk (2008) i Elysium (2013).
El 2012 va dirigir la seva primera pel·lícula, el biopic Cesar Chávez, que tracta sobre el fundador de United Farm Workers.
El març de 2015 es va unir al repartiment de la pel·lícula The Bad Batch, d'Ana Lily Amirpour. L'any següent va interpretar Cassian Andor, aliat de Jyn Erso (Felicity Jones) a Rogue One. També tornarà a interpretar aquest personatge en una sèrie de Disney+.
Va fer de líder del càrtel de droga mexicà Miguel Ángel Félix Gallardo a la sèrie de Netflix Narcos: Mexico, que es va estrenar el novembre de 2018. L'any següent va interpretar Francisco Vega, un actor jove i atractiu, a la pel·lícula de Woody Allen Dia de pluja a Nova York.

## Vida personal
Es va casar amb Camila Sodi el febrer de 2008; es van divorciar el març de 2013. Tenen dos fills: Jerónimo (12 d'agost de 2008) i Fiona (1 de juliol de 2010), que rep el nom de la mare de Luna.

## Filmografia

### Cinema
| Any  | Títol                               | Paper                    | Notes                |
| ---- | ----------------------------------- | ------------------------ | -------------------- |
| 1999 | A Sweet Scent of Death              | Ramón                    |                      |
| 2000 | Before Night Falls                  | Carlos                   |                      |
| 2001 | Y tu mamá también                   | Tenoch Iturbide          |                      |
| 2002 | Frida                               | Alejandro Gonzalez Arias |                      |
| 2002 | Vampires: Los Muertos               | Sancho                   |                      |
| 2003 | Nicotina                            | Lolo                     |                      |
| 2003 | Soldados de Salamina                | Gastón                   |                      |
| 2003 | Open Range                          | Button                   |                      |
| 2004 | Dirty Dancing: Havana Nights        | Javier Suarez            |                      |
| 2004 | The Terminal                        | Enrique Cruz             |                      |
| 2004 | El cop de les nou reines (Criminal) | Rodrigo                  |                      |
| 2006 | Only God Knows                      | Damián                   |                      |
| 2006 | Fade to Black                       | Tommaso Moreno           |                      |
| 2006 | Un mundo maravilloso                | Reporter a Estocolm      |                      |
| 2007 | El búfalo de la noche               | Manuel                   |                      |
| 2007 | Mister Lonely                       | Michael Jackson          |                      |
| 2008 | Sólo quiero caminar                 | Gabriel                  |                      |
| 2008 | Rudo y Cursi                        | Beto                     |                      |
| 2008 | Em dic Harvey Milk                  | Jack Lira                |                      |
| 2010 | Abel                                | N/D                      | Director             |
| 2012 | Contraband                          | Gonzalo                  |                      |
| 2012 | Casa de mi padre                    | Raul                     | [ 17 ]               |
| 2013 | Elysium                             | Julio                    |                      |
| 2014 | César Chávez                        | N/D                      | Director i productor |
| 2014 | The Book of Life                    | Manolo Sanchez (veu)     |                      |
| 2016 | Blood Father                        | Jonah                    |                      |
| 2016 | Mr. Pig                             | N/D                      | Director             |
| 2016 | The Bad Batch                       | Jimmy                    |                      |
| 2016 | Rogue One: A Star Wars Story        | Cassian Andor            |                      |
| 2017 | Flatliners                          | Ray                      |                      |
| 2018 | If Beale Street Could Talk          | Pedrocito                |                      |
| 2019 | Berlin, I Love You                  | Drag Queen               |                      |
| 2019 | Dia de pluja a Nova York            | Francisco Vega           |                      |
| 2020 | Wander Darkly                       | Matteo                   |                      |

### Televisió
| Any     | Títol                            | Paper                       | Notes                                             |
| ------- | -------------------------------- | --------------------------- | ------------------------------------------------- |
| 1992    | El abuelo y yo                   | Luis                        |                                                   |
| 1995    | El premio mayor                  | Quique Domínguez            |                                                   |
| 1999    | La vida en el espejo             | Eugenio Román Franco        | Telenovel·la                                      |
| 2002    | Fidel                            | Renato Guitart              | Telefilm                                          |
| 2010    | Great Migrations                 | Narrador                    | Minisèrie                                         |
| 2013    | American Dad!                    | Mauricio (veu)              | Episodi: «Poltergasm»                             |
| 2015    | Casanova                         | Giacomo Casanova            | Pilot d'Amazon Studios                            |
| 2018    | Trollhunters: Tales of Arcadia   | Krel Tarron (veu)           | Episodi: «In Good Hands»                          |
| 2018-20 | Narcos: Mexico                   | Miguel Ángel Félix Gallardo | Paper principal; 20 episodis                      |
| 2018-19 | 3Below: Tales of Arcadia         | Krel Tarron (veu)           | Paper principal                                   |
| 2020    | Home Movie: The Princess Bride   | Inigo Montoya               | Minisèrie                                         |
| 2020    | Wizards: Tales of Arcadia        | Krel Tarron (veu)           | Episodis: «Wizard Underground» i «Our Final Act». |
| 2021    | Trollhunters: Rise of the Titans | Krel Tarron (veu)           | Telefilm, paper principal                         |
| 2022    | Andor                            | Cassian Andor               | Sèrie de Disney+                                  |